# العسر في العالم
نسبة مستخدمي اليد اليسرى في العالم حوالي 13 % من الرجال و11 % من النساء، ورغم أن مستعملي اليد اليسرى يشكلون أقلية في أي مجتمع لا تتجاوز 10%، إلا أنهم يشكلون تقريباً 50% من عدد المشاهير والسياسيين، وهم غالباً الفئة الأكثر طلاقة في الحديث والخطابة.

## الرياضة
عندما استطلع الباحثون في جامعة مونبلييه بفرنسا تسعة مجتمعات بدائية في خمس قارات منفصلة، وجدوا أن وجود نسبة عالية من الأشخاص العسر بين السكان تعني مباشرة وجود مواجهات عنيفة متواترة بينهم. علاوة على ذلك، غالبًا ما كان العسر اليد العليا في معارك القتال بسبب عنصر المفاجأة، فلا أحد يتوقع للكمة أن تخرج من الجهة اليسرى.
وفي دراسة أجراها فريق من العلماء الفرنسيين قالوا إن الأعسر بطبيعته لديه قدرة أكبر على البقاء في المجتمع الذي يطغى عليه العنف، وأوضحوا أنه نظرًا لأن الأعسر يعتبر نفسه من الأقلية، تكون دائمًا لديه ميزة إستراتيجية عند القتال.

## آلية عمل الدماغ
وجدت دراسة أسترالية أن التواصل الذي يحدث بين نصفي المخ لدى الشخص الأعسر أكثر سهولة من الذي يحدث لدى الشخص "الأيمن"، ووجدت بعض الدراسات أن مستخدمي اليد اليسرى يكونون أكثر إبداعًا وأكثر مرونة للتعافى من السكتات الدماغية.
إلا أن دراسات أخرى أثبتت أن العسر أكثر عرضة لاضطرابات أوامر المخ المعروفة باسم ADHD، التي تصيب الأطفال ويمكن أن تستمر مع المراهقة والبلوغ. أيضا يمكن أن يكونوا عرضة للإصابة بمرض الفصام والاضطرابات النفسية الأخرى.

## العسر والبحث العلمي
تصمم المقصات وفأرة الكمبيوتر ولوحات قيادة السيارات وغيرها عادة دون التفكير في الشخص الأعسر، وهذا بالطبع غير مريح بالنسبة له، أيضاً يقول علماء هولنديون أن خروج الشخص الأعسر من دائرة اهتمامات مجالات البحث العلمي قد يكون له عواقب بعيدة المدى.
وقد كُتبت مقالات في هذا الموضوع في مجلة ناتشر العلمية في وقت سابق من هذا العام، وأشار العلماء إلى أن الشخص الأعسر له مخ مختلف وجينات مختلفة عن الشخص الأيمن، ولكن نادرا ما يتم تداول هذا الموضوع في البحوث والدراسات، وقال العلماء أن تجاهل هذا الأمر قد يفقدنا معلومات هامة في كل شيء من علم الأعصاب إلى الاضطرابات الوراثية.

## القيادة وصنع القرار
وجدت إحدى الدراسات الهولندية مؤخرًا أن السياسي الأعسر حيث يتحدث، مستخدمًا يده اليسرى يعطي شعورًا أكثر راحة وإيجابية للمشاهدين من الشخص الأيمن، وذلك لأن يده تظهر معكوسة على شاشات التلفزيون وكأنها اليد اليمنى، ولكن الأيمن عندما يستخدم يده اليمنى في الحديث، تظهر للمشاهدين وكأنها اليسرى، ما يعطي شعورا سلبيًا لدى المشاهد.

## العسر بين الشعوب
من بين دول العالم تتصدر هولندا بأكثر الدول في نسبة الأشخاص العسر بها، وتصل نسبتهم إلى أكثر من 13% من السكان.
كانت بعض الشعوب تعبر عن رفضها للعسراويين بإطلاق مسميات خاصة تشير لهم. فعلى سبيل المثال كان البرتغاليون يسمون العسراويين بـ"الشياطين"، كما أفادت مواقع إخبارية.
وعلى الرغم من تراجع النظرة السلبية إلى العسراويين في العالم، إلا أن هذه الشريحة في أي مجتمع بالعالم تعاني بسبب عدم الاكتراث الذي يبدو وكأنه ممنهج حيالهم، إذ أن كل المرافق العامة والخاصة والاجهزة والمعدات تُصمم دون الاهتمام بمراعاة احتياجاتهم، سواء في المطاعم أو الحافلات ووسائل المواصلات وغيرها، بل حتى تصفح الكتب والمجلات أسهل باليد اليمنى، مما يثير الشعور لدى العسراويين وكأنهم مثل انعكاس في المرآة دائما.
لكن بإمكان العسراويين تعويض هذا النقص في بعض المجالات، لا سيما الرياضية مثل كرة القدم والملاكمة والتنس، إذ غالبا ما يشكلون منافسة شديدة في هذه الألعاب، التي يحلم المدربون فيها بأن يتتلمذ عسراويون على أيديهم.
وعلى الرغم من تراجع النظرة السلبية إلى العسراويين في العالم، إلا أن هذه الشريحة في أي مجتمع بالعالم تعاني بسبب عدم الاكتراث الذي يبدو وكأنه ممنهج حيالهم، إذ أن كل اباليد اليمنى، مما يثير الشعور لدى العسراويين وكأنهم مثل انعكاس في المرآة دائما.
لكن بإمكان العسراويين تعويض هذا النقص في بعض المجالات، لا سيما الرياضية مثل كرة القدم والملاكمة والتنس، إذ غالبا ما يشكلون منافسة شديدة في هذه الألعاب، التي يحلم المدربون فيها بأن يتتلمذ عسراويون على أيديهم.
اينشتاين، وغيرهم.لمرافق العامة والخاصة والاجهزة والمعدات تُصمم دون الاهتمام بمراعاة احتياجاتهم، سواء في المطاعم أو الحافلات ووسائل المواصلات وغيرها، بل حتى تصفح الكتب والمجلات أسهل.

## مشاهير يستخدمون اليد اليسرى
عرف العالم الكثير من النوابغ والعباقرة العسراويين، منهم:
- القائد الفرنسي الأشهر نابليون بونابارت.
- الموسيقار النمساوي موتزارت.
- الشخصية الفذة ذات المواهب المتعددة الرسام الإيطالي الشهير ليوناردو دافينشي.
- السياسي البريطاني ونستون تشرشل
- شارلي شابلن أحد أوائل رواد السينما.
- العالم الألماني الشهير ألبرت أينشتاين
- الرسام الشهير بابلو بيكاسو
- الرئيس الأمريكي الأسبق باراك أوباما.[3]

## الحيوانات العسرواية
وجدت إحدى الدراسات البريطانية أن حوالي 40٪ من القطط عُسر، مع 10 % منها تتميز بمخلب قوي في الناحية اليسرى. وفي العام الماضي وجدت دراسة إيطالية أن الكلاب تهز ذيولها من اليمين إلى اليسار في دلالة على السعادة، بينما تهزها من اليسار إلى اليمين لتدل على الاستياء.

## قراءات إضافية
- Flatt، Adrian (أكتوبر 1999). "The sinister handed". FRCS BUMC Proceedings. ج. 12 ع. 4: 267–271. مؤرشف من الأصل في 2010-11-22. اطلع عليه بتاريخ 2014-03-05.
- O'Brian، Bill (13 أغسطس 2006). "For One Minority, a Bias That's Just So Not Right". The Washington Post. مؤرشف من الأصل في 2019-08-17. اطلع عليه بتاريخ 2014-03-05.